# Чёрный рогохвост
Чёрный рогохвост (лат. Xeris spectrum) — вид сидячебрюхих перепончатокрылых из семейства рогохвостов (Siricidae).

## Описание
Насекомые чёрной окраски с очень узким телом длиной 10-35 мм. Усики длиннее головы. Крылья желтоватые. Ноги жёлто-рыжие, у самцов голени и первый членик лапок чёрные. Голени задних ног с единственной шпорой. Личинки белой окраски, тело немного сплюснуто. На последнем сегменте имеется острый вырост.

## Биология
Личинки развиваются 1,5-3 года в стволах пихты, ели и сосны сибирской, ослабленных другими вредителями, например сибирским шелкопрядом. Их спутниками являются чёрные усачи, короеды и жуки-сверлильщики. В отличие от некоторых других представителей рогохвостов у этого вида нет симбиотических грибов.
Вылет имаго наблюдается с конца июля по август. Самцы откладывают яйца одиночно или группами до 5 штук. Общая плодовитость составляет около 100 яиц. Эмбриональное развитие завершается в течение одной-двух недель.

## Распространение
Встречается в Евразии и Северной Америке.